# În genunchi mă întorc la tine

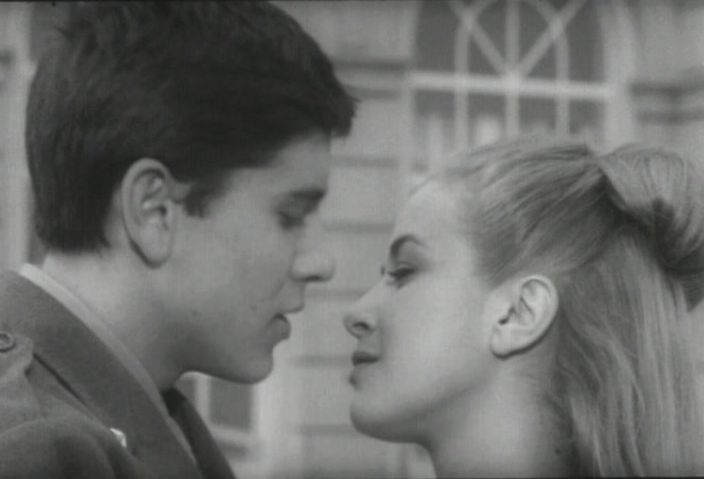
Gianni Morandi și Laura Efrikian într-o scenă din film

În genunchi mă întorc la tine (titlul original In ginocchio da te) este o comedie romantică din anul 1964, film regizat de Ettore Maria Fizzarotti, inspirat de cântecul cu același titlu al cântărețului Gianni Morandi care este și interpretul principal. În film, Morandi interpretează o serie de piese muzicale de succes, din propriul repertoriu. 
Cuplul de îndrăgostiți din film au ajuns și în viața reală să se îndrăgostească și să se căsătorească.
Împreună cu Nu sunt demn de tine (1965) și Se non avessi più te (1965) face parte din trilogia bazată pe continuarea aceleași povești de dragoste.

## Conținut
Gianni Traimonti, un tânăr de la țară, cu deosebite calități vocale, visează să devină cântăreț și compozitor. Fiind chemat să își execute serviciul militar la Napoli, se îndrăgostește de frumoasa Carla, pe care o cunoaște la croitoria armatei, dar aceasta este fiica comandantului său, un om cu principii foarte severe. Iubirea este reciprocă, doar că părinții Carlei doresc un pretendent bogat și bine situat pentru fiica lor deosebită, pe care îl și găsesc repede spre tristețea lui Gianni. 
Gianni câștigă, la un concurs de cântece, cinci zile de permisie iar apoi, prin intermediul camaradului său Giorgio, o cunoaște pe sora acestuia Beatrice cu care pleacă pe insulele Eoliene. Revenind la Napoli, își dă seama că scurta vacanță a fost doar o aventură cu proaspăta sa cunoștință. Gianni se întoarce la Carla sperând să se împace cu ea, dar fără succes.
Profitând de o audiție la RAI, Gianni interpretează în direct cântecul In ginocchio da te, reușind să recucerească inima logodnicei sale.

## Distribuție
- Gianni Morandi - Gianni Traimonti
- Laura Efrikian - Carla Todisco
- Nino Taranto - plutonierul Antonio Todisco
- Enrico Viarisio - colonelul Enzo
- Margareth Lee - Beatrice Di Bassano
- Dolores Palumbo - Santina De Micheli-Todisco
- Vittorio Congia - Nando Tazza
- Gino Bramieri - Ginone Traimonti
- Carlo Taranto - sergentul Scannapietra
- Stelvio Rosi - Giorgio Di Bassano
- Fabrizio Capucci - Luigi Addora
- Enzo Tortora - el însuși
- Dino Mele - Ciccio Marletta
- Rosita Pisano - Dolores
- Enzo Cerusico - Gualtiero
- Ave Ninchi - bucătarul Cesira
- Franco Ressel - Gian Maria
- Consalvo Dell'Arti - un ofițer
- Raffaele Pisu - Raffaele, unchiul lui Gianni
- Elena Tilena - Angela, prietena lui Carla
- Romano Giomini
- Ivana Borgia - Lucia
- Enzo Nigro

## Melodii din film
Toate melodiile sunt interpretate de Gianni Morandi în afară de cea marcată.
- Che me ne faccio del latino
- Fatti mandare dalla mamma a prendere il latte
- 'O marenariello
- 'O sole mio
- Se puoi uscire una domenica sola con me
- 'O coscritto 'nammurato, interpretată de Nino Taranto
- Insieme a voi (cu formația Meteors)
- Non son degno di te
- Ho chiuso le finestre
- In ginocchio da te